# Poplar Forest
Poplar Forest (em português:  Floresta dos Álamos) é um palácio que serviu de sede à plantação de Thomas Jefferson, com o mesmo nome. Situa-se nas proximidades de Lynchburg, na Virgínia. A propriedade foi tratada pelo antigo presidente americano como um refúgio privado, de quem recebeu muita atenção a partir de 1806 até à sua morte, ocorrida 20 anos depois, sendo por ele considerada como "a mais valiosa das minhas possessões" ("It is the most valuable of my possessions"), como o próprio escreveria a um dos seus correspondentes. 

## História

### Poplar Forest de Jefferson
Embora seja bem conhecido como o arquitecto de edifícios como Monticello, a University of Virginia e o Capitólio do Estado da Virgínia, Jefferson também construíu o mais remoto e menos conhecido Poplar Forest como um lugar para escapar das multidões de visitantes em Monticello e procurar a "solidão de um hermita".
Jefferson herdou a propriedade de 4.800 acres (19 km²), em 1773, do seu sogro, John Wayles. Em 1806, supervisionou a colocação das fundações para uma nova casa octogonal, enquanto ainda era Presidente dos Estados Unidos. A casa octogonal foi construída de acordo com os principios Palladianos, incluindo uma sala central cúbica, 20 pés num lado, pórticos a norte e a sul, e uma ala de serviço a leste.

### Poplar Forest depois de Jefferson

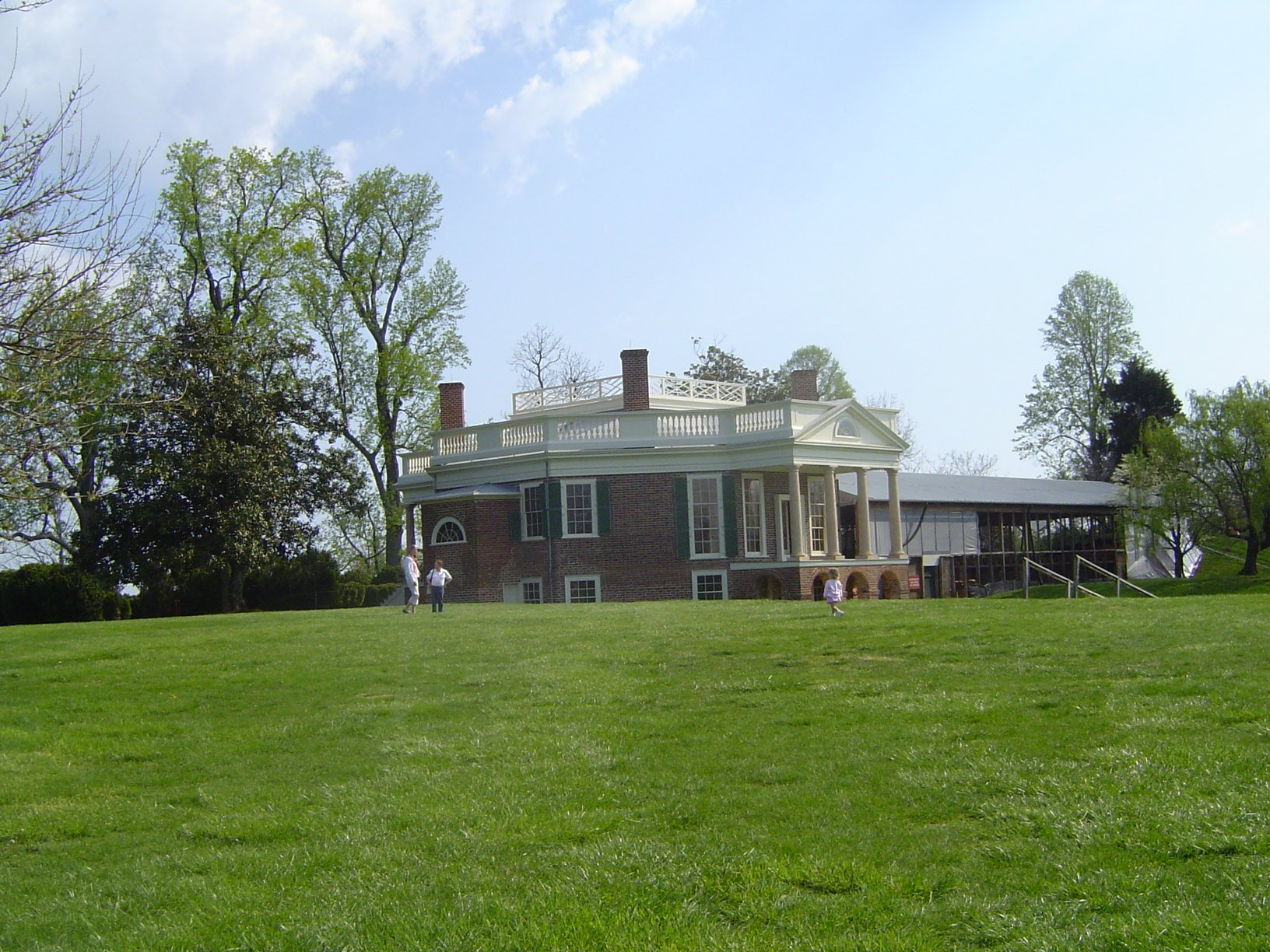
Poplar Forest.

Poplar Forest foi originalmente deixado ao neto de Jefferson Francis W. Eppes depois do seu casamento. Eppes ea a sua noiva viveram ali durante um curto periodo de tempo, tendo vendido a plantação em 1828.
O palácio sofreu muitas alterações ao longo dos anos, e a área da plantação foi progressivamente reduzida para apenas 50 acres. Actualmente, o edifício está parcialmente rodeado por subdivisões suburbanas. Desde 1986, o palácio tem sido submentido a várias fases de restauro, de forma a recuperar o aspecto que tinha quando Jefferson vivia ali. Foram comprados de volta quinhentos acres da plantação original, para providenciar um alívio paisagístico ao edifício. A arqueologia tem colaborado no estabelecimento de parâmetros para o restauro do cenário paisagístico do palácio. A ala de serviço, demolida em 1840, voltou a ser reconstruída.
Poplar Forest foi apresentado por Bob Vila na produção da A&E Network, Guide to Historic Homes of America ("Guia das Casas Históricas da América").

## Galeria de imagens de Poplar Forest

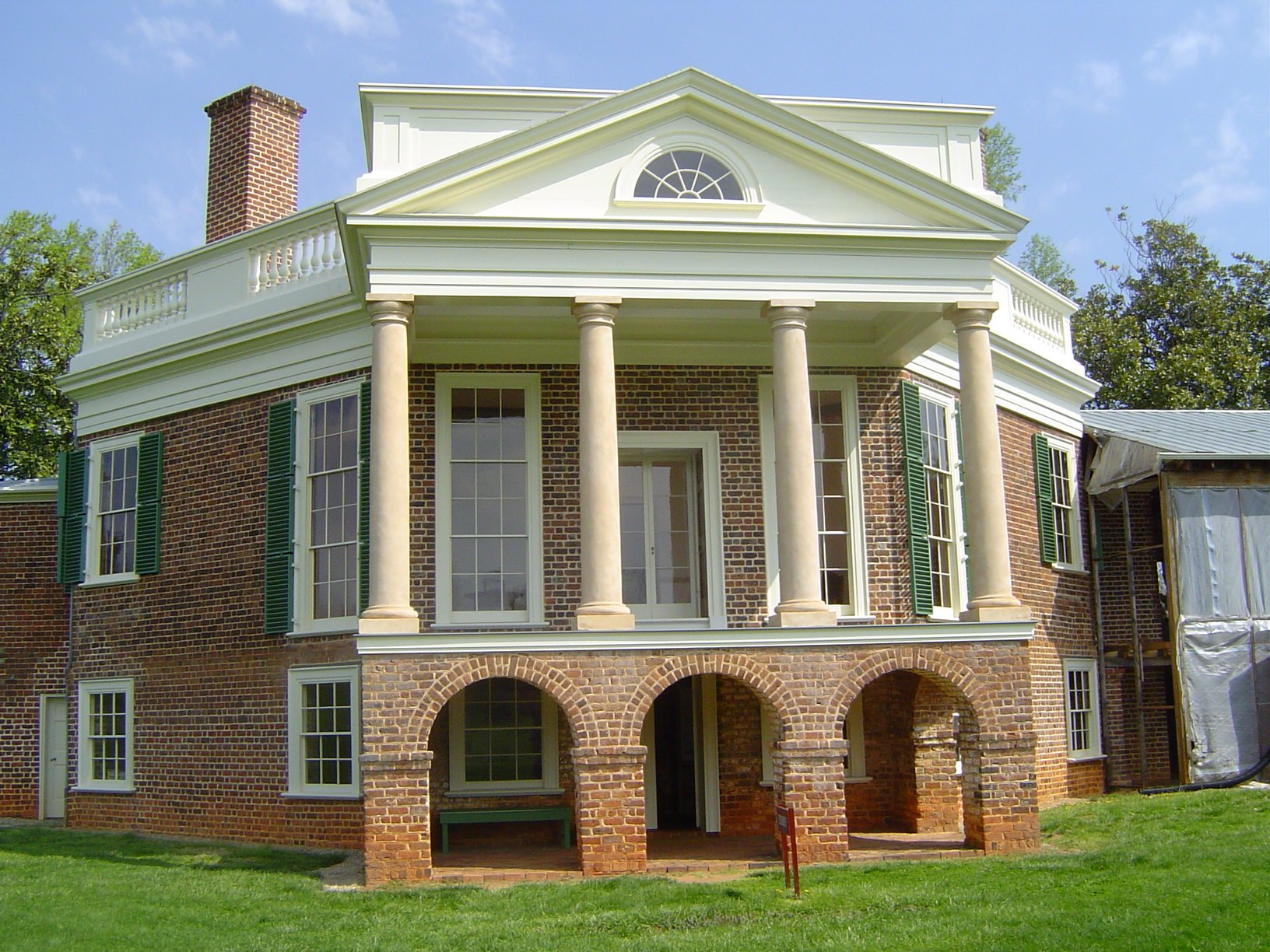
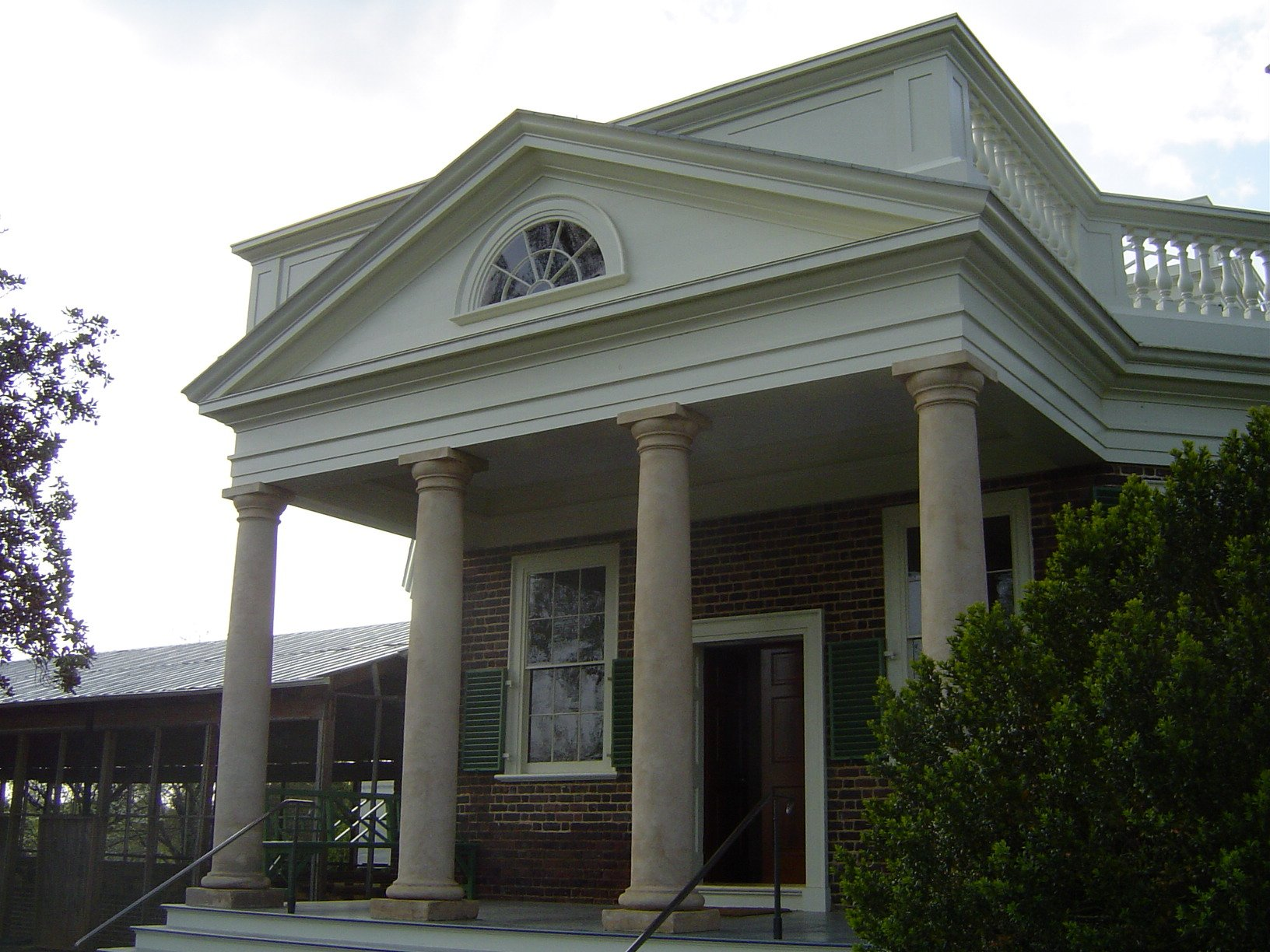
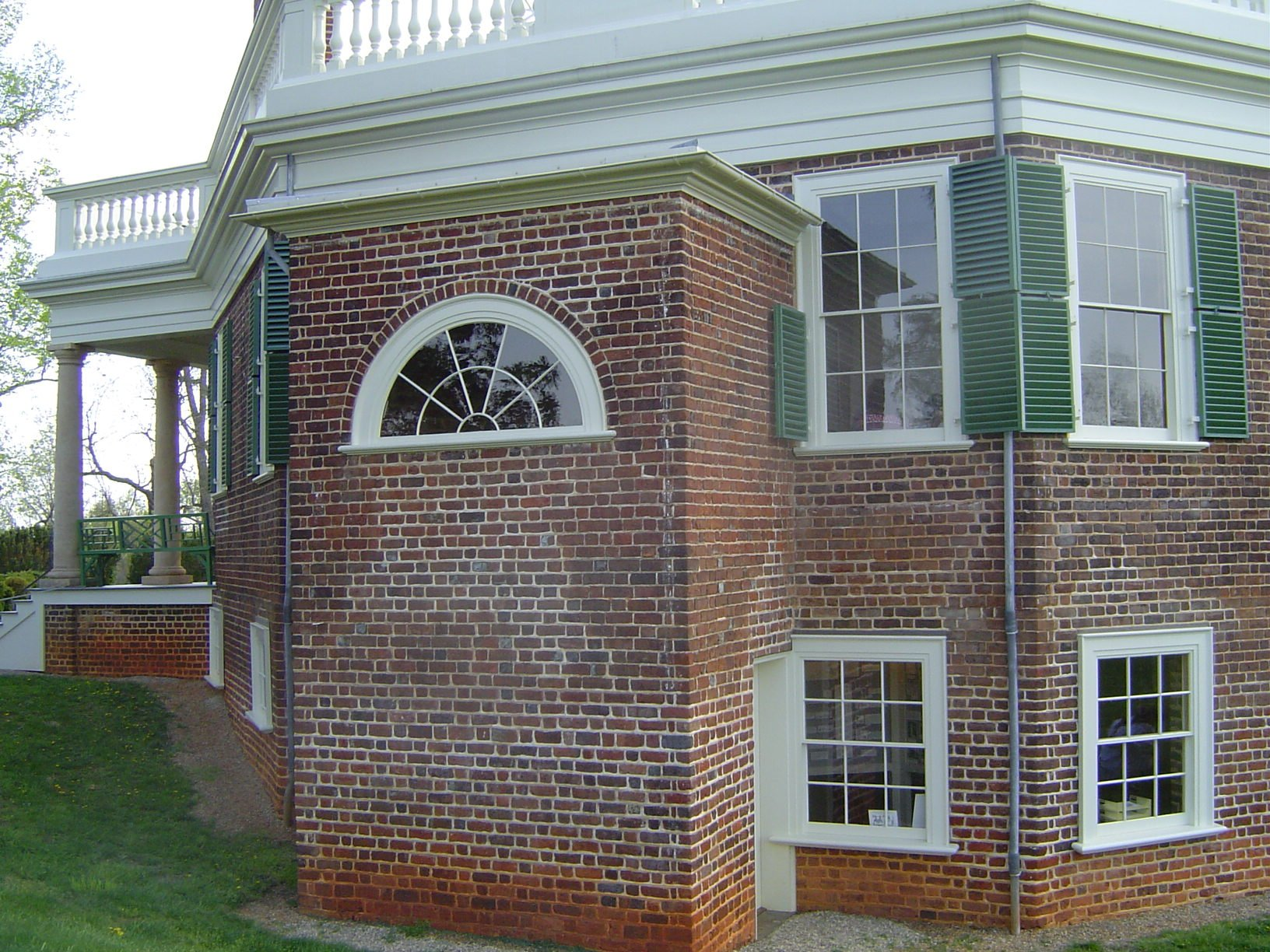
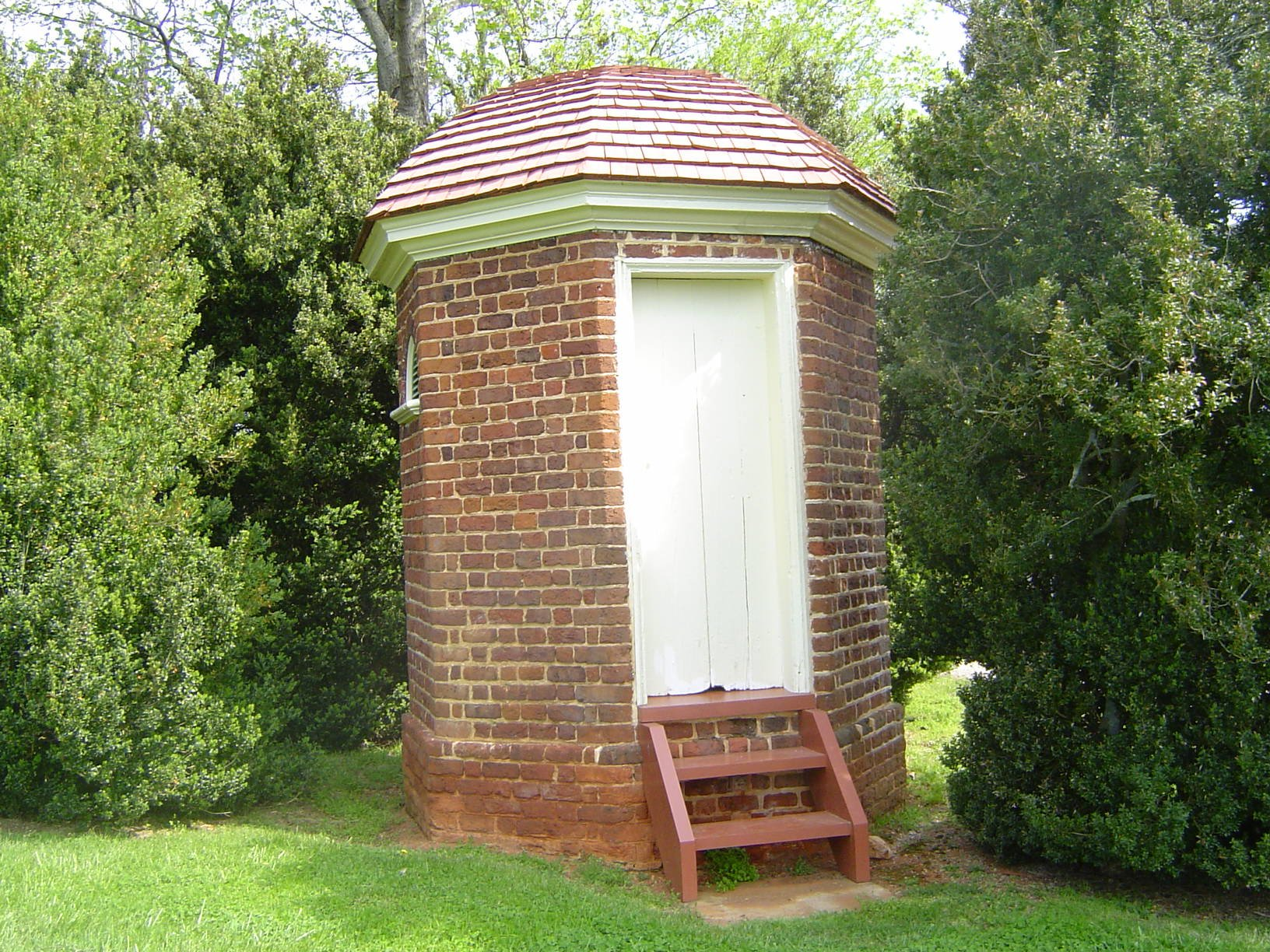